# Liste des sites classés et inscrits de la Charente-Maritime
Cet article recense les sites classés ou inscrits en Charente-Maritime, en France.

## Listes

### Sites classés
Le tableau suivant recense les sites classés en Charente-Maritime. Les critères sur lesquels les sites ont été sélectionnés sont désignés par des lettres :
- P : pittoresque ;
- TC : tout critère.

| Site                                                                          | Commune(s) | Date              | Critère | Notes | Coordonnées                        | Photo |
| ----------------------------------------------------------------------------- | --- | ----------------- | ------- | --- | ---------------------------------- | ----- |
| Espaces naturels de l'île de Ré non encore protégés                           | Ars-en-Ré, Le Bois-Plage-en-Ré, La Couarde-sur-Mer | 22 mars 2000      | P       | | 46° 12′ 14″ nord, 1° 25′ 12″ ouest |       |
| Franges côtières et marais au nord-ouest de l'île de Ré                       | Ars-en-Ré, Le Bois-Plage-en-Ré, La Couarde-sur-Mer, La Flotte, Loix, Les Portes-en-Ré, Saint-Clément-des-Baleines, Saint-Martin-de-Ré                                                               | 24 juin 1987      | P       | Certaines zones d'Ars-en-Ré et des Portes-en-Ré sont exclues du classement le 4 octobre 1989. | 46° 13′ 01″ nord, 1° 29′ 02″ ouest |       |
| Ancien cimetière près de l'église                                             | Aulnay | 2 mars 1921       | TC      | L'église Saint-Pierre est classée au titre des monuments historiques depuis 1840 et inscrite au patrimoine mondial comme élément des chemins de Compostelle en France depuis 1998.                  | 46° 01′ 23″ nord, 0° 21′ 18″ ouest |       |
| Château d'Authon et moulin de Guignebourg                                     | Authon-Ébéon | 10 novembre 1993  | TC      | Le château d'Authon est inscrit au titre des monuments historiques depuis 1972. | 45° 50′ 13″ nord, 0° 24′ 11″ ouest |       |
| Ancien golfe de Saintonge (marais de Brouage)                                 | Beaugeay, Bourcefranc-le-Chapus, La Gripperie-Saint-Symphorien, Marennes-Hiers-Brouage, Moëze, Saint-Agnant, Saint-Froult, Saint-Jean-d'Angle, Saint-Just-Luzac, Saint-Sornin                       | 13 septembre 2011 | P       | | 45° 50′ 35″ nord, 1° 03′ 07″ ouest |       |
| Croix Blanche                                                                 | Le Bois-Plage-en-Ré, Saint-Martin-de-Ré | 29 janvier 1952   | P       | | 46° 11′ 28″ nord, 1° 21′ 54″ ouest |       |
| Franges côtières et espaces naturels au sud-est de l'île de Ré                | Le Bois-Plage-en-Ré, La Flotte, Rivedoux-Plage, Sainte-Marie-de-Ré, Saint-Martin-de-Ré | 27 août 1990      | P       | |                                    |       |
| Allée des Arceaux                                                             | Bouhet | 15 décembre 1924  | TC      | | 46° 10′ 05″ nord, 0° 51′ 04″ ouest |       |
| Île d'Oléron                                                                  | La Brée-les-Bains, Le Château-d'Oléron, Dolus-d'Oléron, Le Grand-Village-Plage, Saint-Denis-d'Oléron, Saint-Georges-d'Oléron, Saint-Pierre-d'Oléron, Saint-Trojan-les-Bains                         | 1er avril 2011    | P       | | 45° 56′ 06″ nord, 1° 19′ 52″ ouest |       |
| Estuaire de la Charente                                                       | Breuil-Magné, Cabariot, Échillais, Fouras, Île-d'Aix, Port-des-Barques, Rochefort, Saint-Hippolyte, Saint-Laurent-de-la-Prée, Saint-Nazaire-sur-Charente, Soubise, Tonnay-Charente, Vergeroux, Yves | 22 août 2013      | TC      | | 45° 56′ 42″ nord, 0° 58′ 30″ ouest |       |
| Chêne                                                                         | Cozes | 29 avril 1938     | TC      | Chêne en bordure de la route nationale de Cozes à Saujon, à l'angle du chemin de la Clie, parcelle 217, section A.                                                                                  | 45° 35′ 24″ nord, 0° 50′ 02″ ouest |       |
| Dolus de Matha                                                                | Dolus-d'Oléron | 20 mars 1987      | P       | |                                    |       |
| Canton Sud                                                                    | La Flotte, Rivedoux-Plage, Saint-Martin-de-Ré, Saintes | 27 août 1990      | TC      | | 46° 10′ 01″ nord, 1° 19′ 44″ ouest |       |
| Chêne de Saint-Caprais                                                        | Gémozac | 25 août 1931      | TC      | Arbre situé au coin du bois de La Charprée, près de la route de Gémozac à Saint-Germain-du-Seudre.                                                                                                  | 45° 32′ 42″ nord, 0° 40′ 55″ ouest |       |
| Place du Château                                                              | Jonzac | 14 mai 1943       | TC      | Parcelles 771bis, 1041 et 1047, section F. Le château est classé au titre des monuments historiques depuis 1913.                                                                                    | 45° 26′ 42″ nord, 0° 25′ 52″ ouest |       |
| Platanes du Roi de Rome                                                       | Les Mathes | 20 septembre 1932 | TC      | Deux arbres plantés en 1811 à l'occasion de la naissance du roi de Rome à l'entrée de la forêt des Mathes ; parcelles 1079 et 1080.                                                                 | 45° 42′ 43″ nord, 1° 09′ 40″ ouest |       |
| Île Madame, estran et franges côtières continentales, domaine public maritime | Port-des-Barques | 27 novembre 1998  | P       | | 45° 49′ 52″ nord, 0° 40′ 19″ ouest |       |
| Place Saint-Saturnin-de-Séchaux, église et abords                             | Port-d'Envaux | 20 septembre 1943 | TC      | Parcelles 280 section B (place), 279 (église), 214, 215, 281 et 282 (propriétés voisines) ; partie de la route du nord de l'église au droit de la limite sud de la parcelle 214.                    | 45° 49′ 52″ nord, 0° 40′ 19″ ouest |       |
| Bois de Trousse Chemise                                                       | Les Portes-en-Ré | 6 septembre 1968  | P       | Parcelles 1 et 2, section AE. | 46° 14′ 02″ nord, 1° 28′ 41″ ouest |       |
| Plan d'eau d'échouage du Vieux-Port                                           | La Rochelle | 25 juillet 1933   | TC      | | 46° 09′ 25″ nord, 1° 09′ 11″ ouest |       |
| Site du Mail                                                                  | La Rochelle | 28 octobre 1931   | TC      | Terrains appartenant à la ville le long du front ouest des anciennes fortifications entre mer et voie ferrée, et entre mer et allées du Mail jusqu'à l'avenue du Fort-Louis.                        | 46° 09′ 32″ nord, 1° 09′ 40″ ouest |       |
| Terrains communaux devant les remparts                                        | La Rochelle | 16 avril 1934     | TC      | Terrains en bordure du domaine public maritime entre la tour de la Chaîne et la porte des Deux-Moulins.                                                                                             | 46° 09′ 22″ nord, 1° 09′ 25″ ouest |       |
| Chênes de Boyardville                                                         | Saint-Georges-d'Oléron | 11 octobre 1924   | TC      | Massif de chênes verts situé à Boyardville, en bordure du chemin rural de Boyardville à Foulerot.                                                                                                   |                                    |       |
| Place de l'Archiprêtre-Paillet, église et leurs abords                        | Saint-Jean-d'Angély | 9 mars 1943       | TC      | Ensemble formé par la place, l'église, le musée archéologique, les tours et le terrain les entourant, le square Eugène-Réveillaud, et une partie des rues du Collège, Michel Texier et d'Aguesseau. | 45° 56′ 35″ nord, 0° 31′ 23″ ouest |       |
| Corniche des Perrières                                                        | Saint-Palais-sur-Mer | 29 août 1938      |         | Partie de la côte comprise entre la corniche des Perrières et la mer, depuis la conche du Platin jusqu'à la conche du Bureau.                                                                       | 45° 38′ 24″ nord, 1° 05′ 46″ ouest |       |
| Château de la Roche-Courbon et ses abords                                     | Saint-Porchaire | 24 novembre 1924  | TC      | Le château est classé au titre des monuments historiques depuis 1946. | 45° 49′ 55″ nord, 0° 46′ 55″ ouest |       |
| Grotte de Vauzelle                                                            | Saint-Porchaire | 28 février 1928   | TC      | La protection comprend la grotte et le rocher boisé qui la surplombe. | 45° 49′ 34″ nord, 0° 47′ 10″ ouest |       |
| Jardin au 4, rue Cuvilliers                                                   | Saintes | 16 mai 1938       | TC      | Partie de parcelle 373b, section K, appartenant à la commune. | 45° 44′ 38″ nord, 0° 37′ 55″ ouest |       |
| Parc Bassompierre                                                             | Saintes | 14 mai 1943       | TC      | | 45° 44′ 38″ nord, 0° 37′ 44″ ouest |       |
| Terrains autour de l'amphithéâtre                                             | Saintes | 1er avril 1936    | TC      | Parcelles 394p, 685p, 686p section C, 844, 874p, 884, 887, 893 section K. | 45° 44′ 42″ nord, 0° 38′ 38″ ouest |       |
| Église et ses abords                                                          | Surgères | 22 janvier 1938   | TC      | | 46° 06′ 18″ nord, 0° 45′ 04″ ouest |       |
| Bourg                                                                         | Talmont-sur-Gironde | 23 juillet 1975   | P       | | 45° 32′ 06″ nord, 0° 54′ 25″ ouest |       |
| Deux Sources                                                                  | Vénérand | 19 juillet 1941   | TC      | Les deux sources de Vénérand, dont les eaux alimentaient autrefois l'aqueduc du Douhet : fontaine de la Roche et fontaine du Moulin.                                                                | 45° 47′ 38″ nord, 0° 33′ 50″ ouest |       |

### Sites inscrits
Le tableau suivant recense les sites inscrits en Charente-Maritime.
| Site                                                             | Commune(s) | Date               | Notes                                                                                        | Coordonnées                        | Photo |
| ---------------------------------------------------------------- | --- | ------------------ | -------------------------------------------------------------------------------------------- | ---------------------------------- | ----- |
| Ensemble de l'île de Ré                                          | Ars-en-Ré, Le Bois-Plage-en-Ré, La Couarde-sur-Mer, La Flotte, Loix, Les Portes-en-Ré, Rivedoux-Plage, Saint-Clément-des-Baleines, Saint-Martin-de-Ré, Sainte-Marie-de-Ré   | 23 octobre 1979    |                                                                                              | 46° 11′ 28″ nord, 1° 23′ 06″ ouest |       |
| Ensemble littoraux et marais de l'île d'Oléron                   | La Brée-les-Bains, Le Château-d'Oléron, Dolus-d'Oléron, Le Grand-Village-Plage, Saint-Denis-d'Oléron, Saint-Georges-d'Oléron, Saint-Pierre-d'Oléron, Saint-Trojan-les-Bains | 14 mai 1970        |                                                                                              | 45° 55′ 34″ nord, 1° 16′ 52″ ouest |       |
| Six moulins de l'île d'Oléron                                    | La Brée-les-Bains, Saint-Denis-d'Oléron, Saint-Pierre-d'Oléron | 25 juin 1968       | Moulins de Coivre, de Pierre-Levée, des Gaillardes, de la Borderie, de la Brée et de Combes. | 45° 56′ 10″ nord, 1° 18′ 22″ ouest |       |
| Cimetière protestant de la Chênaie                               | Breuillet | 1er septembre 1977 |                                                                                              | 45° 43′ 01″ nord, 1° 03′ 07″ ouest |       |
| Canal de Marans                                                  | Dompierre-sur-Mer, Périgny, La Rochelle |                    |                                                                                              | 46° 10′ 41″ nord, 1° 04′ 48″ ouest |       |
| La Charlotterie                                                  | Fontcouverte | 26 octobre 1981    |                                                                                              | 45° 45′ 14″ nord, 0° 35′ 35″ ouest |       |
| Île d'Aix                                                        | Île-d'Aix | 10 avril 1970      |                                                                                              | 46° 01′ 08″ nord, 1° 10′ 19″ ouest |       |
| Terrains et immeubles à l'intérieur de la place forte de Brouage | Marennes-Hiers-Brouage | 1er octobre 1953   |                                                                                              | 45° 52′ 01″ nord, 1° 04′ 12″ ouest |       |
| Lac et abords                                                    | Montendre | 29 juillet 1974    |                                                                                              | 45° 16′ 19″ nord, 0° 23′ 53″ ouest |       |
| Grotte des Fadets                                                | Montlieu-la-Garde | 31 décembre 1942   |                                                                                              | 45° 14′ 31″ nord, 0° 15′ 11″ ouest |       |
| Site de Mortagne                                                 | Mortagne-sur-Gironde | 25 avril 1988      |                                                                                              | 45° 28′ 48″ nord, 0° 46′ 59″ ouest |       |
| Rives de la Charente                                             | Le Mung, Saint-Savinien | 15 octobre 1973    |                                                                                              | 45° 52′ 44″ nord, 0° 41′ 02″ ouest |       |
| Jardin du château                                                | Pons | 11 juin 1945       | L'édifice est classé au titre des monuments historiques depuis 1879.                         | 45° 34′ 41″ nord, 0° 32′ 49″ ouest |       |
| Côte de Piédemont                                                | Port-des-Barques | 22 février 1967    |                                                                                              | 45° 56′ 46″ nord, 1° 05′ 53″ ouest |       |
| Domaine de Mouillepied                                           | Port-d'Envaux | 11 juin 1986       |                                                                                              | 45° 48′ 54″ nord, 0° 39′ 32″ ouest |       |
| Site urbain                                                      | Rochefort |                    |                                                                                              | 45° 56′ 20″ nord, 0° 57′ 43″ ouest |       |
| Abords du Vieux-Port                                             | La Rochelle | 13 juillet 1962    |                                                                                              | 46° 09′ 25″ nord, 1° 09′ 07″ ouest |       |
| Allée d'arbres, boulevard Winston-Churchill                      | La Rochelle | 30 mai 1979        |                                                                                              | 46° 09′ 18″ nord, 1° 10′ 26″ ouest |       |
| Allée d'arbres, parc Franck-Delmas                               | La Rochelle | 30 mai 1979        |                                                                                              | 46° 09′ 22″ nord, 1° 10′ 19″ ouest |       |
| Cimetière Saint-Maurice                                          | La Rochelle | 15 septembre 1977  |                                                                                              | 46° 09′ 58″ nord, 1° 10′ 52″ ouest |       |
| Domaine de Coureilles                                            | La Rochelle | 24 août 1976       |                                                                                              | 46° 08′ 31″ nord, 1° 09′ 14″ ouest |       |
| Immeubles, rues de l'Escale et Nicolas-Venette                   | La Rochelle | 16 juin 1950       |                                                                                              | 46° 09′ 36″ nord, 1° 09′ 18″ ouest |       |
| Promenade des Tamaris                                            | La Rochelle | 28 décembre 1951   |                                                                                              | 46° 09′ 14″ nord, 1° 09′ 18″ ouest |       |
| Vieille ville                                                    | La Rochelle | 20 décembre 1965   |                                                                                              | 46° 09′ 36″ nord, 1° 09′ 18″ ouest |       |
| Ancien village et étang de la Brèche                             | Saint-Bris-des-Bois, Saint-Césaire |                    |                                                                                              | 45° 45′ 43″ nord, 0° 29′ 46″ ouest |       |
| Château de Beaulon                                               | Saint-Dizant-du-Gua |                    |                                                                                              | 45° 26′ 06″ nord, 0° 42′ 40″ ouest |       |
| Immeubles                                                        | Saint-Jean-d'Angély |                    |                                                                                              | 45° 56′ 35″ nord, 0° 31′ 16″ ouest |       |
| Place de l'Archiprêtre-Paillet                                   | Saint-Jean-d'Angély |                    |                                                                                              | 45° 56′ 35″ nord, 0° 31′ 19″ ouest |       |
| Site de l'étang                                                  | Saint-Maigrin |                    |                                                                                              | 45° 24′ 40″ nord, 0° 15′ 00″ ouest |       |
| Corniche des Perrières                                           | Saint-Palais-sur-Mer |                    |                                                                                              | 45° 38′ 24″ nord, 1° 05′ 42″ ouest |       |
| Côte Saint-Girard - Grande Côte                                  | Saint-Palais-sur-Mer |                    |                                                                                              | 45° 39′ 00″ nord, 1° 07′ 16″ ouest |       |
| Ensemble formé par le bourg                                      | Saint-Sauvant |                    |                                                                                              | 45° 44′ 24″ nord, 0° 30′ 22″ ouest |       |
| Jardins de l'hôtel de ville                                      | Saintes |                    |                                                                                              | 45° 44′ 38″ nord, 0° 38′ 02″ ouest |       |
| Quartier Saint-Eutrope                                           | Saintes |                    |                                                                                              | 45° 44′ 28″ nord, 0° 38′ 17″ ouest |       |
| Quartiers anciens                                                | Saintes |                    |                                                                                              | 45° 44′ 42″ nord, 0° 38′ 13″ ouest |       |
| Terrains autour de l'amphithéâtre                                | Saintes |                    |                                                                                              | 45° 44′ 42″ nord, 0° 38′ 31″ ouest |       |
| Promenade de la Corniche                                         | Vaux-sur-Mer |                    |                                                                                              | 45° 38′ 06″ nord, 1° 04′ 26″ ouest |       |